# Leo Borchardt
Leo Borchardt (28. August 1879 in Dresden – 2. Juni 1960 in Kärnten) war ein deutscher Internist, Physiologe und Pharmakologe an der Albertus-Universität Königsberg/Pr.

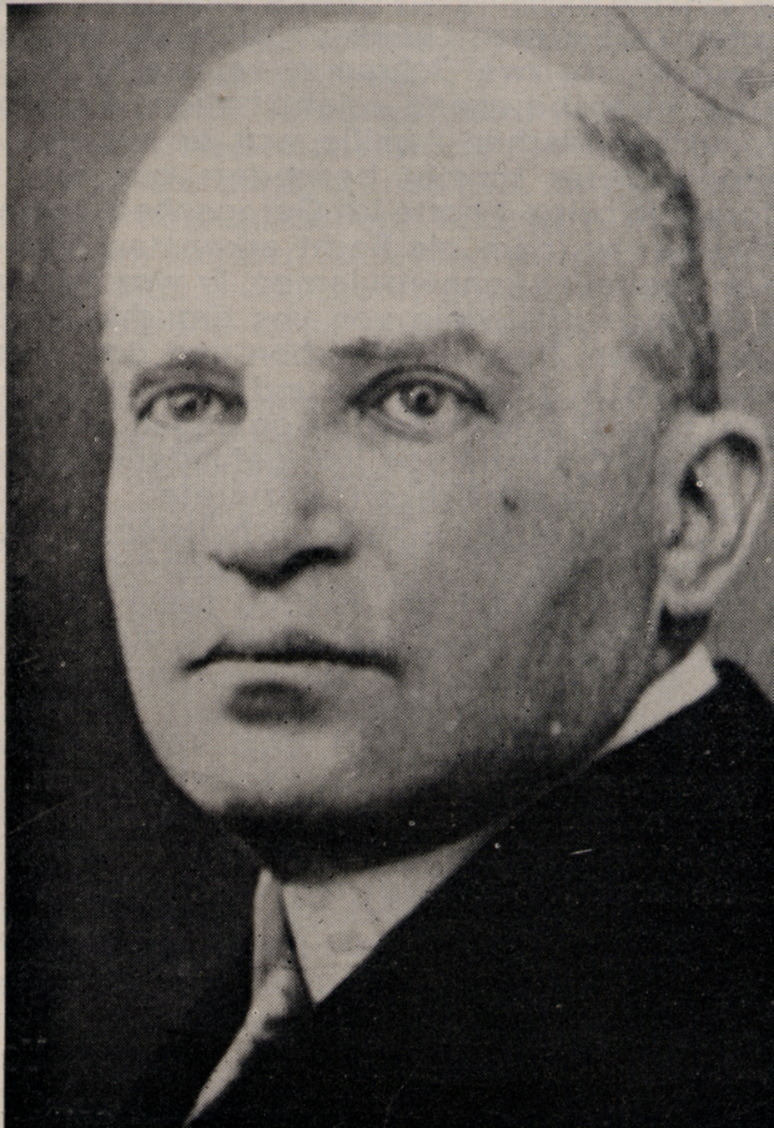
Leo Borchardt, Hochschullehrer Universität Königsberg/Pr.

## Leben
Leo Borchardt wuchs als Sohn des jüdischen Kaufmanns Simon und dessen Ehefrau Auguste in Königsberg auf, studierte Medizin und wirkte als Hochschullehrer an der Universität Königsberg. Seine drei Kinder waren Olla (1907), Annina (1909) und Kurt.
Borchardt erhielt 1906 die neugeschaffene Stelle des 2. Assistenten am Institut für Pharmakologie bei Max Jaffé in der Kopernikus-Str. 3 in Königsberg. Später wurde er außerordentlicher Professor für Innere Medizin (unter Alfred Schittenhelm) und lehrte zudem Pathologische Physiologie. Regelmäßig hielt er Vorträge in dem von Hermann Helmholtz 1850 gegründeten Verein für wissenschaftliche Heilkunde, z. B. über den „Zuckerstoffwechsel bei Akromegalie“ und „Die Bedeutung des Zeitfaktors für die Entstehung von Konstitutionsvarianten“.
1930 ist er in der von den Nationalsozialisten initiierten „Deutschen Auskunftei“ (Heft 4: Königsberg) verzeichnet. Folglich dürfte er 1933 aufgrund des Gesetzes zur Wiederherstellung des Berufsbeamtentums entlassen worden sein. 1938 verließ er Königsberg nach Österreich zu seinem Sohn, anschließend 1949 zu seiner Tochter nach Peine. Als 1958 seine Frau und 1960 auch seine Tochter starben, kehrte er, inzwischen krank und erblindet, nach Kärnten zurück und verstarb dort am 2. Juni 1960. Die zweite, in der DDR verheiratete Tochter durfte nicht zur Beerdigung ihres Vaters fahren.
Borchardt schreibt 1957: „Wir hatten noch Glück, durch die politischen Verhältnisse nicht ganz in den Abgrund geschleudert zu werden. Als wir nach 11-jährigem Exil in Niedersachsen wieder ans Ufer geworfen wurden, gelang es mir nicht mehr, das wissenschaftliche Niveau zu halten, das ich anstrebte. Das Erlöschen des Augenlichts zunächst bei mir und einige Jahre später auch bei meiner Frau drängte uns mehr und mehr dazu, den Drang nach Erkenntnis von der Medizin über allgemein naturwissenschaftliche Fragen zur Philosophie und vor allem zur Ethik zu lenken. … Streben nach Harmonie in den folgenden Generationen erfüllen mich mit dem Bewußtsein, daß die Torheit der Menschen, sich gegenseitig zu schädigen und zu töten, überwunden werden kann, wenn sich die Menschen zusammentun, die gegen ein solches törichtes Verhalten zu Felde ziehen“ (Brief an den Pater familias der „Ostpreußischen Arztfamilie“ nach der Feier zur Goldenen Hochzeit, Peine).
1958 starb seine Frau, 1959 eine seiner Töchter, so dass er sich die letzten Jahre zu seinem Sohn nach Kärnten begab. Hier starb er am 2. Juni 1960. Ein Geistlicher einer „Freireligiösen Gemeinde“ hielt die Grabrede.

## Werke
- Klinische Konstitutionslehre. 1. Auflage, 1924; 2. Auflage, Urban und Schwarzenberg, Berlin/Wien 1930.
- Einführung in das Studium der Medizin. Barth, Leipzig 1933.
- Konstitution und Innere Sekretion. Marhold, Halle 1926.